# Морозов Микола Юхимович
Микола Юхимович Морозов (3 грудня 1929, місто Семипалатинськ, тепер Семей, Казахстан — 5 березня 2012, місто Москва) — радянський державний діяч, 1-й секретар Семипалатинського і Цілиноградського обласних комітетів КП Казахстану. Член Центральної Ревізійної комісії КПРС у 1976—1981 роках. Кандидат у члени ЦК КПРС у 1981—1986 роках. Депутат Верховної Ради СРСР 8—11-го скликань. Герой Соціалістичної Праці (22.03.1966). 

## Життєпис
Народився в родині робітника. У 1948 році закінчив Семипалатинський автодорожній технікум, технік-механік. 
У 1948—1949 роках — майстер інструментального цеху Семипалатинського метизно-фурнітурного заводу. У 1949—1950 роках — майстер машинно-тракторної майстерні радгоспу.
У 1950—1953 роках — служба в Радянській армії.
Член КПРС з 1953 року.
У 1953—1956 роках — 1-й секретар Новошульбинського районного комітету ЛКСМ Казахстану Семипалатинської області.
У 1956—1958 роках — заступник завідувача відділу Семипалатинського обласного комітету КП Казахстану.
У 1958—1961 роках — слухач Алма-Атинської вищої партійної школи, закінчив у 1962 році.
У 1961—1962 роках — 1-й секретар Урджарського районного комітету КП Казахстану Семипалатинської області.
У 1962—1963 роках — заступник партійного організатора Аягузького територіального колгоспно-радгоспного управління виробництва і заготівель Семипалатинської області.
У 1963—1965 роках — секретар партійного комітету Урджарського колгоспно-радгоспного управління Семипалатинської області.
У 1965—1966 роках — 1-й секретар Урджарського районного комітету КП Казахстану Семипалатинської області.
Указом Президії Верховної Ради СРСР від 22 березня 1966 року за досягнуті успіхи в розвитку тваринництва, збільшенні виробництва і заготівель м'яса, молока, яєць, вовни та іншої продукції Морозову Миколі Юхимовичу присвоєно звання Героя Соціалістичної Праці з врученням ордена Леніна і золотої медалі «Серп і Молот».
У 1966 — квітні 1970 року — секретар Семипалатинського обласного комітету КП Казахстану.
У 1967 році закінчив заочно Семипалатинський сільськогосподарський технікум, зоотехнік.
У квітні 1970 — квітні 1978 року — 1-й секретар Семипалатинського обласного комітету КП Казахстану.
4 квітня 1978 — 1 вересня 1986 року — 1-й секретар Цілиноградського обласного комітету КП Казахстану.
З вересня 1986 року — персональний пенсіонер союзного значення в Москві. Автор книг-мемуарів «Погляд у минуле» і «Великі зміни».
Помер 5 березня 2012 року. Похований в Москві на Троєкуровському цвинтарі.

## Родина
Дружина — Морозова (Макаганова) Лідія Пилипівна. Два сини — Борис та Олег.

## Нагороди і звання
- Герой Соціалістичної Праці (22.03.1966)
- три ордени Леніна (22.03.1966, 13.12.1972, 30.12.1979)
- орден Жовтневої Революції (27.08.1971)
- орден Трудового Червоного Прапора (10.12.1973)
- орден «Знак Пошани» (11.01.1957)
- медалі